# Анікве Снейдерс
Анікве Снейдерс (нід. Anique Snijders; нар. 15 вересня 1973) — колишня нідерландська тенісистка.
Здобула 1 одиночний та 1 парний титул.

## Фінали ITF
| турніри $25,000 |
| турніри $10,000 |

### Одиночний розряд: 1 (1–0)
| Результат | Ранг | Дата           | Турнір                  | Покриття | Суперниця      | Рахунок          |
| --------- | ---- | -------------- | ----------------------- | -------- | -------------- | ---------------- |
| Перемога  | 1.   | 21 червня 1993 | ITF Ковілян, Португалія | Ґрунт    | Магалі Бенітес | 7–6(4), 1–6, 6–3 |

### Парний розряд: 8 (1–7)
| Результат | Ранг | Дата              | Турнір                          | Покриття | Партнерка        | Суперниці                             | Рахунок          |
| --------- | ---- | ----------------- | ------------------------------- | -------- | ---------------- | ------------------------------------- | ---------------- |
| Поразка   | 1.   | 8 червня 1992     | Олівейра-де-Аземейш, Португалія | Тверде   | Аннемарі Міккерс | Шарін Боттрелл Марія Перселл          | 6–4, 3–6, 2–6    |
| Поразка   | 2.   | 25 січня 1993     | Остін (Техас), США              | Тверде   | Аннемарі Міккерс | Еллі Гакамі Енн Мелл                  | 7–6(4), 2–6, 1–6 |
| Перемога  | 1.   | 28 лютого 1994    | Бухен, Німеччина                | Килим    | Кароліне Стассен | Ізабела Лістовська Петра Вінценгеллер | 6–4, 6–4         |
| Поразка   | 3.   | 6 березня 1995    | Бухен, Німеччина                | Килим    | Марілле Брюенс   | Ольга Гостакова Забіне Герке          | 1–6, 2–6         |
| Поразка   | 4.   | 31 липня 1995     | Місісага, Канада                | Тверде   | Кірстін Фрає     | Рене Сімпсон Керолайн Ділайл          | 3–6, 2–6         |
| Поразка   | 5.   | 20 жовтня 1996    | Самара, Росія                   | Килим    | Мая Живець-Шкуль | Наталія Єгорова Ольга Іванова         | 6–4, 2–6, 3–6    |
| Поразка   | 6.   | 28 жовтня 1996    | Пуатьє, Франція                 | Тверде   | Нелле ван Лоттум | Ольга Барабанщикова Нірупама Санджив  | 2–6, 3–6         |
| Поразка   | 7.   | 10 листопада 1996 | Рамат-га-Шарон, Ізраїль         | Тверде   | Нелле ван Лоттум | Кірстін Фрає Седа Норландер           | 2–6, 5–7         |